# Hyporhamphus roberti
La agujeta larga o agujeta es la especie Hyporhamphus roberti, un pez marino de la familia hemirránfidos, distribuido por la costa del mar Caribe desde México hasta Venezuela, así como la costa del océano Atlántico desde Estados Unidos hasta Brasil y por el golfo de México.
Son pescados con poca importancia comercial, siendo más comúnmente empleados como cebo para pesca deportiva.

## Subespecies
Se reconocen dos subespecies muy diferenciadas:
- Hyporhamphus roberti hildebrandi (Jordan & Evermann, 1927)
- Hyporhamphus roberti roberti (Valenciennes, 1847)

## Anatomía
Con el cuerpo largo y mandíbula inferior más larga que la superior como es característico de la familia, con una longitud máxima descrita de 20 cm para H. r. roberti, y de 18,6 cm para H. r. hildebrandi.

## Hábitat y biología
Habitan aguas marinas y salobres subtropicales, nerítico-pelágicas, a veces también en agua dulce de río, formando cardúmenes.